# Пленённая Вселенная
«Пленная Вселенная» (англ. Captive Universe, также «Пленённая Вселенная») — фантастический роман американского писателя-фантаста Гарри Гаррисона, впервые изданный в 1969 году. В нём повествуется о гигантском космическом корабле, отправленном с Земли к ближайшей звезде Проксима Центавра для заселения новых миров. Все люди на корабле разделены на два изолированных друг от друга общества. Первое отвечает за полёт, во втором господствует общинно-племенной строй (разделено на два племени). В представителях обоих племён второго общества доминирует вымышленный «ген тупости», делающий людей покладистыми и покорными. После высадки на планету браки между представителями различных племён снова станут возможными, это приведёт к объединению двух частей «гена гениальности» заложенного в каждое из племён и тогда у людей начнут рождаться гениальные дети, которые и продолжат дело своих предков.

## Мир внутри космического корабля
По сюжету космический корабль был построен из астероида Эрос — астероида, орбита которого проходит вблизи земной. Идея строительства корабля, по мнению Чимала, главного героя романа, принадлежала правителю одной из наций, который захотел увековечить своё имя в истории, построив самый большой памятник из всех, когда-либо созданных человеком. Проект оказался настолько грандиозным, что на одно только проектирование звездолёта ушло шесть десятилетий, а на строительство — шесть веков. Изначально предполагалось, что ещё пять веков потребуется кораблю на перелет к ближайшей звезде — Проксиме Центавра (Проксима Центавра входит в состав звездной системы Альфы Центавра).
Для создания искусственной силы тяжести на борту корабль вращается вокруг своей продольной оси. Одновременно ось вращения задаёт и направление движения звездолёта. Полёт почти полностью автоматизирован, и наблюдателям остаётся лишь следить за прибытием корабля к пункту назначения. Во внешней части звездолёта находятся ещё пять небольших космических кораблей, предназначенных, по-видимому, для высадки на планеты.
Весь звездолёт условно разделён на две части: Долина и Пещеры. Общество Долины является почти точной копией ацтекских племён. Два племени разделены между собой, и браки между представителями этих племён запрещены, кара за попытку проникнуть в другое племя — смерть от богини смерти Коатлики. Браки внутри каждого из племён приводят к рождению таких же ущербных детей. Лишь в результате брака людей из разных племен Долины рождаются гении. Но до прибытия в систему Проксимы Центавра такие союзы запрещены. Общество пещер покровительствует жителям Долины, и его задача — следить за полётом. (На данном этапе — это потомки инженеров, отправившихся в этот полёт для обслуживания звездолёта и знающих только то, что написано в инструкциях и не больше.)
Долина устроена так, что у её жителей складывается впечатление, будто они находятся где-то на планете Земля. Огненный шар имитирует Солнце, а лампочки, вмонтированные в искусственный небосвод, имитируют звёзды. Из Долины почти невозможно выбраться: единственный выход завален камнями, а скалы слишком гладкие, чтобы по ним можно было вскарабкаться. Знания о Вселенной, которая в представлении племени является гелиоцентрической, передаются в священных письменах, доступ к которым имеют лишь жрецы. Также жрецы строго следят за соблюдением различных табу и возносят молитвы богам, работа которых отведена жителям пещер. Среди жрецов существует легенда, что в один день выход из Долины откроется, и её жители вновь обретут свободу. Предполагалось, что это случится в день Прибытия космического корабля к пункту назначения.

## Сюжет
Роман состоит из трёх частей: «Долина», «Внешний мир» и «Звёзды». Эпилог носит название «Начало».

### Долина
Повествование начинается со смерти ацтека Чимала-Попоки (жителя деревни Заачилы). Его убивает богиня смерти Коатлики за нарушение табу: союз с Квиау (жительницей другой деревни). Наказание минует его любовницу, и вскоре у неё рождается сын, которого она также нарекает Чималом. С детства Чимал не находит общего языка с другими жителями Квилапы (так называется его деревня). Его одного волнует вопрос, что же находится за пределами родной Долины. Существует легенда, что в далёком прошлом единственный выход из Долины завалило землетрясением, и покинуть её теперь невозможно. Однако настанет день, когда жители двух изолированных деревень вновь обретут свободу. Несмотря на любопытство Чимала, жрецы отказываются с кем-либо обсуждать подробности этой легенды.
Ещё в школе Чимал, в отличие от остальных учеников, обучается грамоте и выучивает священные писания. В шестнадцать лет Чимал предпринимает дерзкую попытку взобраться на скалу, на которой каждый день кормятся стервятники. В темноте он нащупывает кусок мёртвой плоти, по его мнению человеческой, и в ужасе сбегает. Проходит ещё пять лет. По обычаю, двадцатиоднолетний Чимал должен взять в жёны шестнадцатилетнюю девушку, от чего он категорически отказывается, утверждая, что в табу ни слова не сказано о том, когда именно надо жениться. Его отводят в храм, и там он вступает в спор с главным жрецом Тетацлипоки. После недолгого разговора, старец выходит из себя и бросается на юношу. Неожиданно, Тетацлипоки хватает удар, и он без сознания падает на землю. Чимала арестовывают.
На следующие утро обессилевшего верховного жреца выводят, чтобы он, как и каждый день, вознёс молитву, призывающую Солнце встать из-за горизонта. Но у него не хватает сил даже на то, чтобы говорить. В конце концов, Тетацлипоки падает замертво. Светило так и не встаёт, и мир на один день погружается во тьму. В деревне начинается паника, и мать Чимала пользуется моментом, чтобы помочь сыну сбежать. На следующий день новый жрец возносит молитву и Солнце всё-таки появляется. Жители Квилапы отправляются на поиски беглеца.
После напряжённого дня, который Чимал провёл, скрываясь в болотах, ночью он едва не натыкается на Коатлики, но ему удаётся остаться незамеченным, спрятавшись под водой. Неожиданно для себя, он решает выследить, куда богиня смерти уходит каждый день. Слежка приводит его в небольшую пещеру, в конце которой находится запертая дверь. После очередной вылазки в деревню беглецу удаётся раздобыть мачете. С ним Чималу не без труда отпирает дверь. Ацтек делает несколько шагов вперёд, и дверь неожиданно захлопывается у него за спиной.

### Внешний Мир
Главный герой попадает во внешний мир — «мир пещер». Это мир совершенно другого общества с высокоразвитыми технологиями. Он населён маломощными и туго думающими людьми, фанатично поклоняющимися единственному богу — Великому Создателю. Пришелец из Долины приводит население внешнего мира в полнейшее замешательство, и Главный Наблюдатель (управляющий вторым обществом) решает убить Чимала, чтобы разрешить логический парадокс. Но населению «мира пещер» никогда не приходилось использовать оружие. Чимал с лёгкостью сбегает, захватив заложницу — наблюдательницу Стил.
Вскоре он выясняет, что из пещер нет выхода наружу. А его родная Долина — это всего лишь огромная пещера, устроенная так, чтобы у её жителей возникло впечатление, что они живут на открытом воздухе. Звёзды оказываются всего лишь лампочками, вделанными в твердь искусственного неба, а Солнце — огромный светильник, катящийся по рельсам над Долиной. И вовсе не боги управляют этим миром, а другие, но не менее обычные люди — наблюдатели из мира пещер. Вселенная в представлении главного героя становится «вечной скалой». Скитаясь по пещерам, Чимал в конце концов приходит в странную комнату, где видит через выпуклый иллюминатор настоящее звёздное небо. Там его встречает Главный наблюдатель с вооружённой охраной.

### Звёзды
Поговорив с Чималом, Главный наблюдатель узнаёт о его происхождении, что меняет отношения к беглецу. Чимала объявляют Первопроходцем и всячески помогают ему в изучении мира огромного космического корабля. В своих исследованиях он обнаруживает, что корабль летит в сторону от Проксимы Центавра. Потребовав объяснения от Главного наблюдателя, Чимал понимает, что наблюдатели настолько привыкли исполнять свою священную миссию, что без должного изучения признали планеты Проксимы Центавра непригодными для жизни и изменили курс корабля к совсем другой звезде. Ради выхода из замкнутого круга Чимал идёт на саботаж, рассчитывая повредить системы жизнеобеспечения, которые только он благодаря своим способностям в состоянии будет восстановить. Однако автоматические системы безопасности не дали ему осуществить свои намерения, Чимал получает тяжёлое ранение и схвачен наблюдателями.
В лазарете его навещает Главный наблюдатель и сообщает, что Чималу будет дан один из малых космических кораблей, чтобы тот навсегда покинул мир корабля. Не желая мириться с уготованной судьбой, Чимал устраивает побег и верхом на роботе Коатлики отправляется в Долину, чтобы показать её жителям единственный вход в пещеры. Однако и здесь жители пещер предотвращают его саботаж. Пробравшись не без помощи наблюдательницы Стил обратно в мир пещер, Чимал решается преждевременно уничтожить преграду из камней, отделяющую долину от пещер. Это ему наконец удаётся, жители долины впервые встречаются с наблюдателями и Главному наблюдателю ничего другого не остаётся, как принять условия Первопроходца.

### Начало
Чимал возвращает курс корабля к Проксиме Центавра. Также он разрешает браки между жителями разных деревень, чтобы закрепить свои изменения. Начинается новая эра, Чималу же приходится ждать, пока появятся новые дети, такие же гении, как и он, а корабль долетит до своей цели.